# Tecalpulco
Tecalpulco es una localidad del estado mexicano de Guerrero. Es parte del municipio de Taxco de Alarcón.

## Toponimia
El nombre «Tecalpulco» proviene de los términos en náhuatl: tecalli, ónix; pul, aumentativo; co, lugar. Su significado es «lugar de ónix grande».

## Demografía
| Gráfica de evolución demográfica |
|                                  |

| Censo | Población |
| ----- | --------- |
| 1900  | 861       |
| 1910  | 1 030     |
| 1921  | 730       |
| 1930  | 690       |
| 1940  | 769       |
| 1950  | 678       |
| 1960  | 779       |
| 1970  | 912       |
| 1980  | 1 101     |
| 1990  | 1 317     |
| 2000  | 1 494     |
| 2010  | 1 386     |
| 2020  | 1 572     |